# Gagrella yodoensis
Gagrella yodoensis is een hooiwagen uit de familie Sclerosomatidae.